# فنگ بو

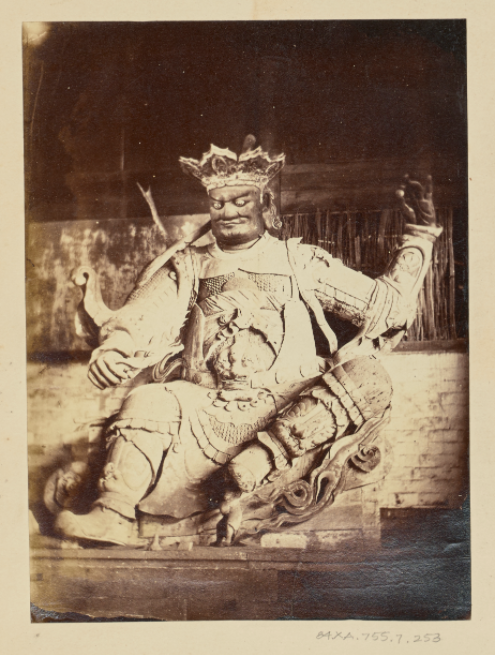
تصویر اساطیری

فنگ بو یا فنگ پو (به چینی: 風伯) نامی برای شکل انسانی فئی لاین یا فرمانروای باد در اساطیر چین است. چینی‌ها او را نخستین باد، کهن‌ترین باد و حتی عمو باد هم خوانده‌اند. او باد را به همراه خود و در درون یک پوست بز [=مشک] حمل می‌کند.
این نام چینی می‌تواند هم بر روی مردان و هم بر روی زنان گذاشته شود اما به‌طور کلی نامی مردانه در نظر گرفته می‌شود.

## معرفی
فنگ بو یا فئی لاین خدا یا فرمانروای اصلی باد بود. اگر چه فنگ بو فرماندهٔ تمامی بادها به‌شمار می آمد امّا خود او از فرمانروای آسمان فرمان می‌برد.
فنگ بو، آفرینندهٔ طوفان‌های سهمگین محسوب می شد و محلّ و مأوای اصلی او در ستارهٔ چی، از نقش فلکی ساگی توریوس قرار دارد. معروف است که توفان‌ها و تندبادها همگی از مشک‌های پر از باد فنگ بو برمی خیزند و وی در هرجای که بخواهد با گشودن در ِ مشک‌هایی که خود پر از باد کرده‌است، طوفان برپا می‌کند.
فنگ بو پیش از اینکه به فرماندهی باد برسد، وزیر جو ظالم بود و در تندی و چالاکی شهرت داشت. وی خدای خشکسالی نیز بود زیرا در همان حد که در آوردن ابرها و نزول باران توانایی داشت، در راندن ابرهای باران زا نیز قدرت داشت و گاه پدیدآورندهٔ خشکسالی به‌شمار می آمد.

## افسانه
در یکی از افسانه‌های کهن چینی، فئی لاین (همان فونگ بو) از حامیان چیه-یو در عصیان علیه هوانگ دی معرفی شده که به دلیل شرارت‌های بیش از حد خویش به هیولایی خبیث مبدّل می‌شود. در این افسانه فئی لاین با برانگیختن طوفان، سرزمین‌های جنوب را به تباهی کشید و خاقان یائو که جانشین هوانگ دی بود، کماندار آسمانی را مأمور مرمّت جنوب نمود.
یائو سپس فرمان داد که مردمان خانه‌های خویش را با سنگ استوار کنند تا باد شکست یابد و به قلل کوهستانها و کوهساران بازگردد.
در این افسانه کماندار آسمانی در نبرد خود با باد او را به هیأت یک مشک بزرگ زرد و سفید دید که از آن طوفان فرومی بارید و کماندار بزرگ با زخمی کردن او، باد را به غار بزرگ کوهستان تارانید. باد با تیغی آخته به کماندار آسمانی یورش برد و این بار کماندار زانوی باد را به سختی خسته [و زخمی] کرد و در نتیجه فنگ بو تسلیم شد و بدین ترتیب از آن پس قدرت باد کمتر گردید.

## شکل‌های دیگر
در اسطوره‌ای دیگر فئی لاین به هیأت یک پرنده-اژدها مجسم شده‌است که تن او تن یک پرنده و سرش سر گاو و دم او شبیه دُم مار است.
باز در افسانه‌ای دیگر، وی را به هیأت انسانی از مردم باستان نمایان ساخته اند که دارای ریشی سفید و کلاهی سرخ و آبی و ردایی زردفام است.
گاهی نیز در برخی افسانه ها، بادها به شکل پیرزنی تجسم یافته اند که البته در چنین هیأتی فنگ بو به شکل ببری نشان داده شده که بر فراز ابرها می تازد.
فئی لاین را نباید با فئی که موجودی یک چشم است و کلاه سفید بر سر می گذارد و در کوه تای شان زندگی می‌کند، اشتباه گرفت.